# いのちドラマチック
いのちドラマチックは、NHK BSプレミアム（2011年3月9日までNHKデジタル衛星ハイビジョン）で放送された教養番組である。2010年2月23日にパイロット版が放送され、同年3月31日より放送開始し、2012年3月21日に放送を終了した。

## 出演者
- 劇団ひとり
- 福岡伸一
- 中村慶子（NHKアナウンサー、2011年度）
- 井上あさひ（NHKアナウンサー、2010年度）
『ニュースウオッチ9』のキャスターに起用となったため降板した。